# Isabella van Bourgondië (1270-1323)

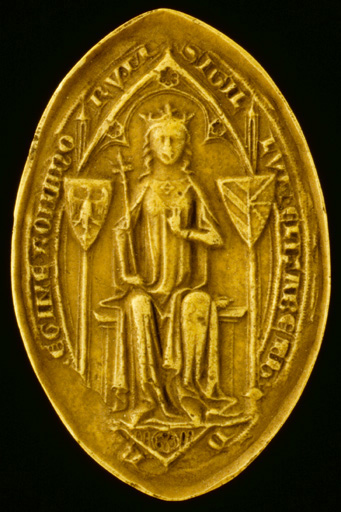
Zegel van Isabella van Bourgondië (1303) met het omschrift: SIGILLVM ELIZABETH D(EI) G(RATIA) [R]EGINE ROMANORVM ("Zegel van Elizabeth bij Gratie Gods koningin van de Romeinen").

Isabella van Bourgondië (1270 - Chambly, 1323), ook wel Elizabeth of (minder vaak) Agnes genoemd, was een Bourgondische edelvrouw uit een zijtak van het huis Capet (oudere huis Bourgondië) en als tweede vrouw van Rudolf I van Habsburg, Duitse koningin van 1284 tot 1291. Ze was een van de tien kinderen van hertog Hugo IV van Bourgondië (1213-1272) uit zijn tweede huwelijk met Beatrix van Champagne, prinses van Navarra (1242-1295).

## Leven
Isabella werd in het overlijdensjaar van haar vader (1272) als kleuter met Karel van Vlaanderen (1266-1277), zoon van Robrecht III van Vlaanderen, graaf van Nevers, en diens eerste gade Blanca van Anjou, verloofd; Karel stierf echter op elfjarige leeftijd. Op 6 februari 1284 werd de veertienjarige Isabella in Remiremont met de meer dan vijftig jaar oudere rooms-koning Rudolf I (1218-1291) in het echt verbonden, die aan haar 20.000 marken in zilver als bruidsschat en 3.000 marken als morgengave overdroeg en haar broer, hertog Robert II van Bourgondië (1248-1306), met de Dauphiné beleende, om zijn invloed in Arelat (Bourgondië) te stabiliseren. Doch de politieke verwachtingen, die Rudolf met dit huwelijk voor ogen had, werden niet ingelost; in plaats daarvan namen de anti-Habsburgse gevoelens alsook de Franse invloed in Arelat toe.
Isabella begeleidde haar echtgenoot op zijn reizen en ook in 1291 bij zijn laatste rit naar Spiers. Daar zijn opvolger Adolf van Nassau haar haar weduwgeld en morgengave onthield, beschikte ze slecht over bescheiden middelen en keerde ten slotte na de verkoop van haar kleinoden naar Bourgondië terug. Daar trouwde ze in 1306 met Pieter IX van Chambly (de Jongere), heer van Neauphle, met wie ze twee zonen had. Na haar dood werd ze in de Augustijnenkerk in Parijs bijgezet.